# Niklas Hald
Rolf Niklas Edward Hald, född 20 juli 1963 i Stockholm, är en svensk skådespelare.
Hald studerade vid Teaterhögskolan i Stockholm 1985-1988. Han har sedan dess arbetat på följande teatrar runt om i landet: Stockholms stadsteater, Östgötateatern, 4:e teatern, Riksteatern, Pantomimteatern, Parkteatern, Fria teatern i Högdalen, Skottes musikteater och Friteatern i Sundbyberg. 
Hald spelade bland annat sonen "Smorr" i barnprogrammet Simpor och Grodfötter 1994. Han har också regisserat och skrivit manus och musik till barnradioserierna Knoppen och kroppen och Pim Pam Pyssel. 2001 skrev han texten till bilderboken Nappjakten som publicerades av Rabén & Sjögren med illustrationer av Fibben Hald. 
Under åren 2010 och 2015 var han doktorand på Stockholms dramatiska högskola och genomförde sina doktorandstudier på Senter for praktisk kunnskap, vid Universitetet i Nordland, Bodö, Norge. Disputationen ägde rum i Bodö i januari 2015, med avhandlingen Skådespelaren i barnteatern: Utmaningar för oss som spelar teater för barn och unga. Tilldelades våren 2015 det svenska Prix d'ASSITEJ med motiveringen: ”En skola, en tidig morgon. En ung publik möter en scenföreställning, för många den första professionella teaterupplevelsen. Med utgångspunkt i sina egna erfarenheter har skådespelaren Niklas Hald tagit steget in i den konstnärliga forskningen.... I sin forskning sätter han fokus på skådespelarens insatser och förutsättningar samt lyfter fram vikten av konstnärliga upplevelser för barn och unga i skolans värld.”
Numer är han lektor i reflektion över praktisk kunskap på Stockholms dramatiska högskola samt skådespelare på Fria Teater i Högdalen.

## Filmografi roller
- 1992 – Den goda viljan
- 1994 – Sixten
- 1995 – Tag ditt liv
- 1998 – Chock. Helljus